# Емералд

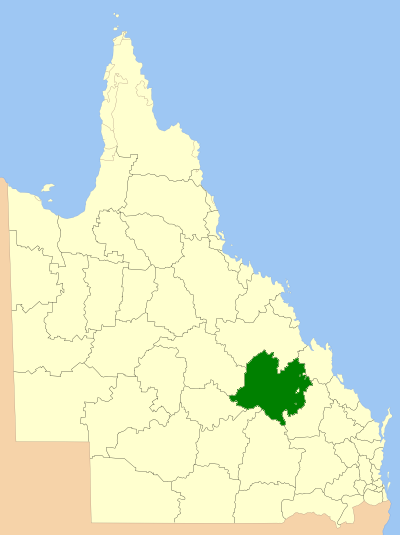
Розташування району

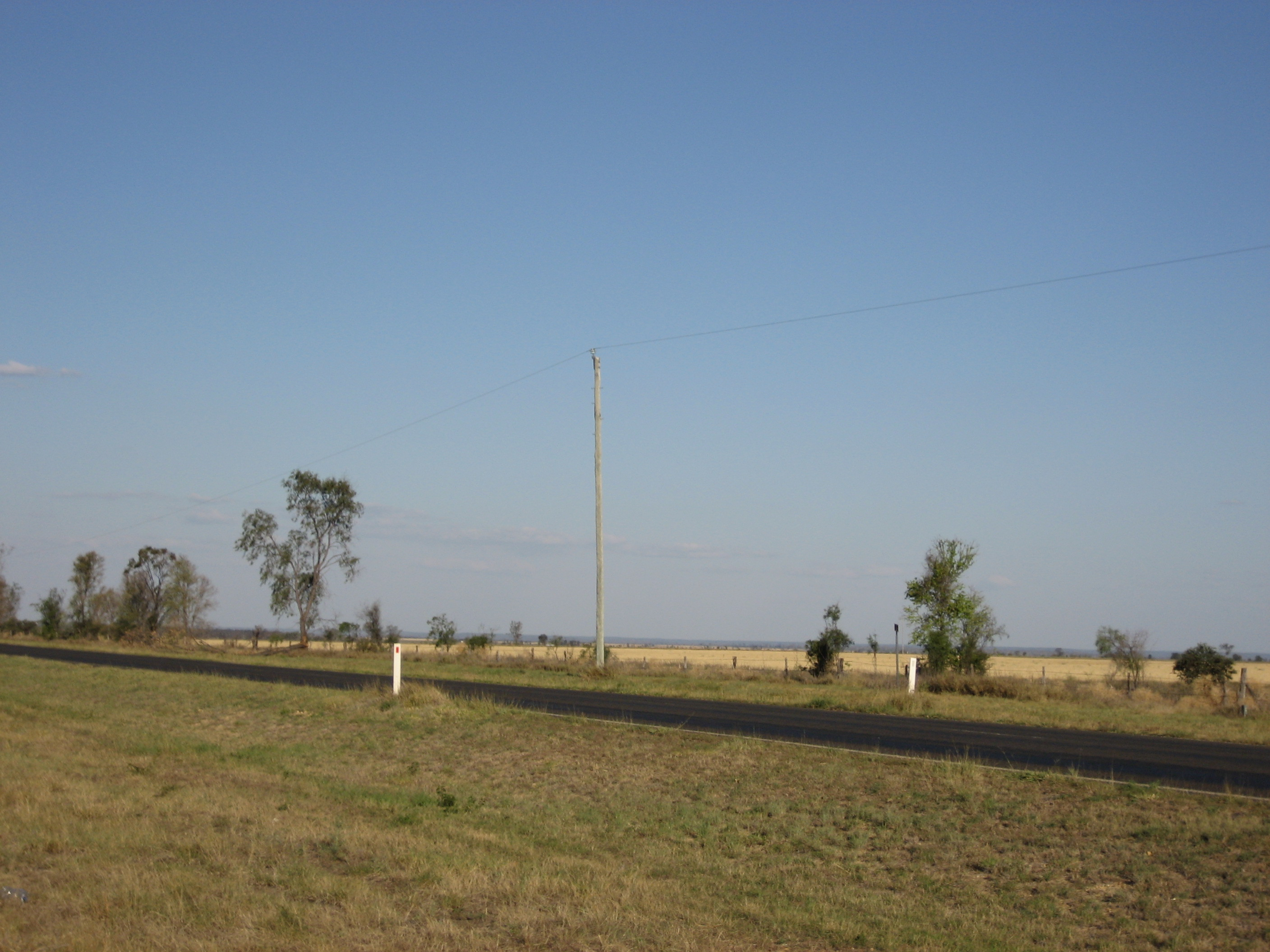
Типовий пейзаж району Емералд

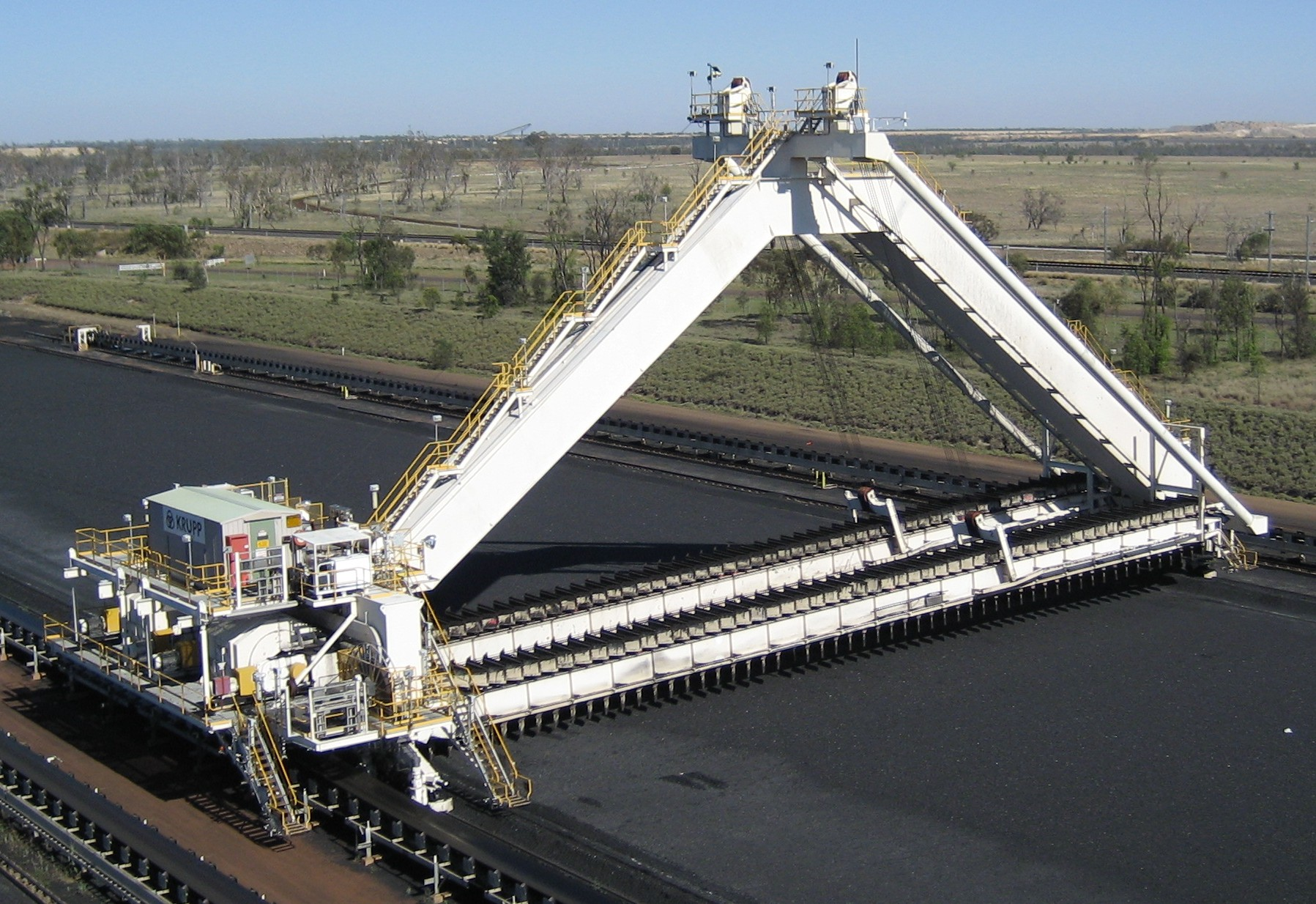
Навантажувальний вугільний термінал, Емералд

Емералд (англ. Emerald,Смарагд) — місто в східній частині австралійського штату Квінсленд, центр району місцевого самоврядування Сентрал-Хайлендс. Населення міста за оцінками на 2006 рік становило приблизно 11 тисяч чоловік, а населення всього району — 29 тисяч чоловік (2008) рік. Найближче велике місто — Рокгемптон (розташований за 250 кілометрів на сході).

## Географія
Місцевість району Сентрал-Хайлендс (Центральна височина) — рівнинна, піднята в середньому на 200 метрів над рівнем моря, на якій зустрічаються невеликі гірські масиви, висота яких не перевищує 300 метрів. Район відділений від узбережжя переривчастими гірськими хребтами, висотою до 500 метрів, які є частиною Великого Вододільного хребта. Вони затримують значну кількість вологи, що йде з узбережжя. У долинах річок району, Комет і Ного, розташовані родючі землі, придатні для скотарства та землеробства.